# Swope Soccer Village
Le Swope Soccer Village est un stade de soccer américain situé dans le parc municipal de Swope Park, dans la ville de Kansas City au Missouri.
Le stade, doté de 3 500 places et inauguré en 2007, servait d'enceinte à domicile pour les équipes de soccer des Rangers de Swope Park (masculine) et du FC Kansas City (féminine).

## Histoire
Ouvert en 2007, l'installation est le fruit d'un partenariat public-privé entre le département des parcs de la ville de Kansas City et le Sporting de Kansas City, club de MLS, avec des réservations de terrains gérées par Sporting Fields + Athletics, première société de gestion de sports et d'installations du Midwest.
Le Children's Mercy Training Center, situé dans le complexe, abrite les six équipes de jeunes du Sporting de Kansas City et de son équipe réserve.
Le complexe comprend neuf terrains au total, un terrain en gazon naturel, deux terrains d'entraînement en gazon naturel pour le Sporting de Kansas City, ainsi que six terrains en gazon artificiel pour les clubs de soccer de jeunes.
L'installation a également servi de lieu pour le tournoi de soccer féminin du Big 12 Conference entre 2013 à 2019.
Le stade a également plusieurs fois accueilli des matchs de deuxième et troisième division masculine et féminine du championnat de NCAA.
Le Swope Soccer Village est rénové en 2014 pour un coût de 13,4 millions $.
Les finales lycéennes de soccer de l'État du Missouri se jouent également au Swope Soccer Village de 2016 à 2020.

## Événements
- 2013-2019 : Big 12 Conference (soccer féminin).